# Concetto Gallo
Concetto Gallo (Catània, 1913- Palerm, 1980) fou un militant independentista sicilià. A la mort d'Antonio Canepa, de qui se'n considerava deixeble, el 17 de juny de 1945 fou nomenat comandant de l'EVIS, però el juliol fou ferit i capturat a San Mauro Castelverde després d'un enfrontament amb els carabiners italians. En acabar la guerra fou amnistiat i fou elegit diputat a l'Assemblea Constituent Italiana a les eleccions legislatives italianes de 1946 dins les files del Moviment Independentista Sicilià. A les eleccions regionals de Sicília de 1947 fou elegit diputat a l'Assemblea Regional Siciliana pel MIS. A les eleccions de 1951 no fou escollit, i decebut, va abandonar la política. Nogensmenys, va donar suport al Front Nacional Sicilià fins a la seva mort.